# 蓬萊 (飲食店)

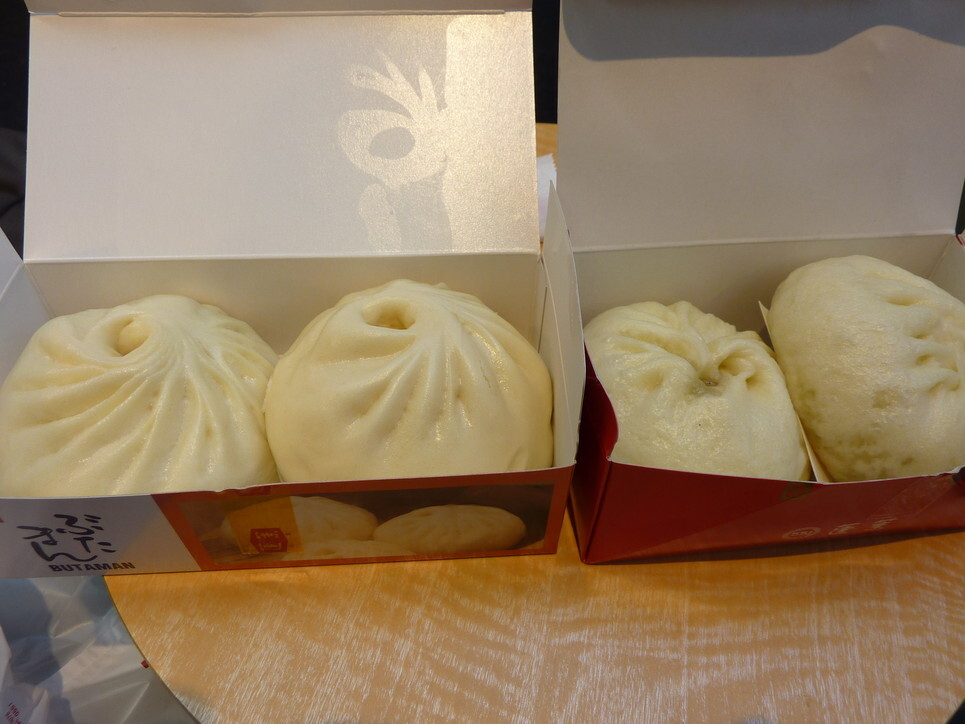
蓬萊本館（左）と551蓬󠄀萊（右）の豚まん

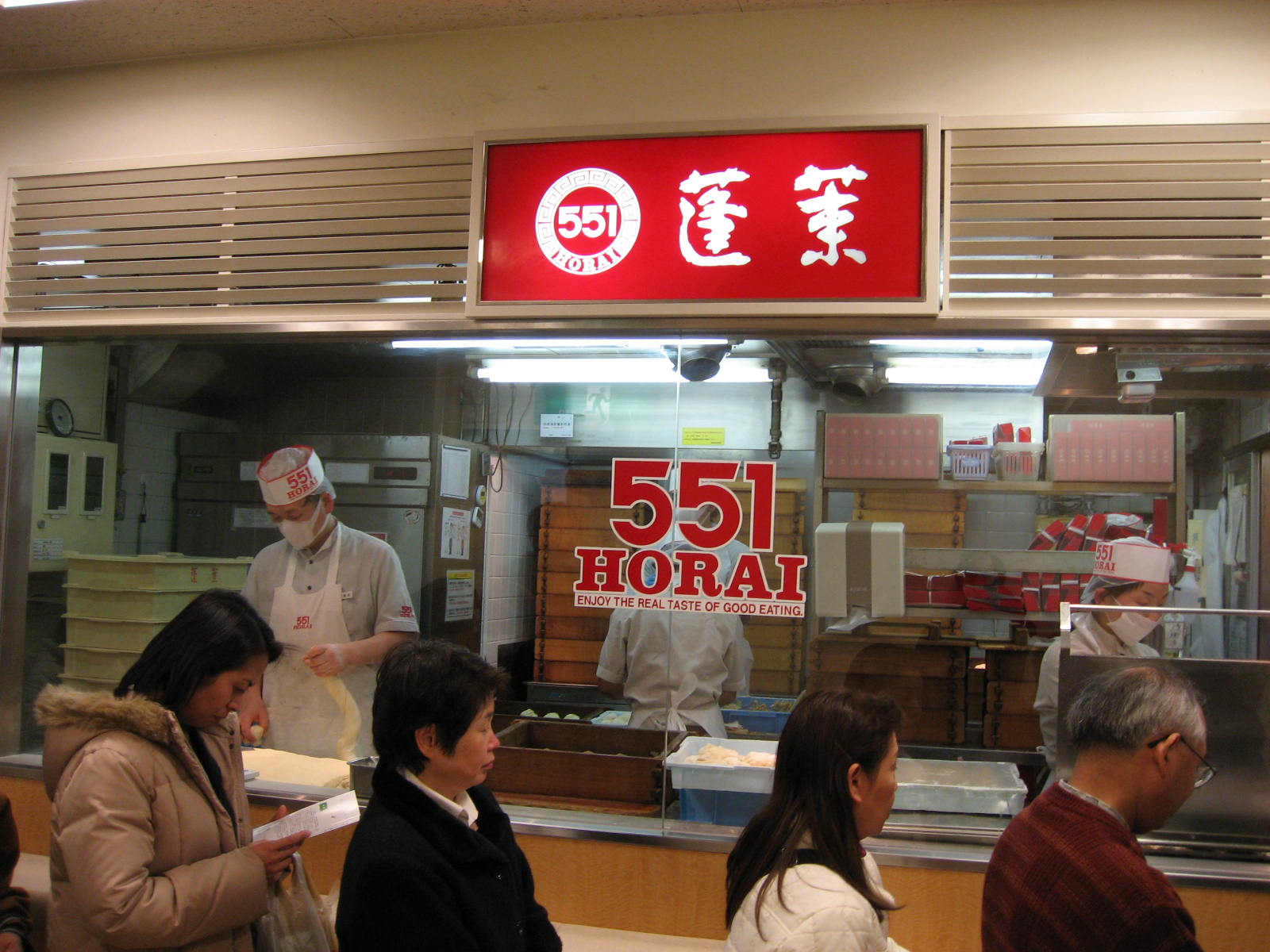
神戸

蓬萊（ほうらい）は、大阪市を中心に関西地区に展開している、中華料理の飲食店・販売店である。豚まんの持ち帰り販売が有名で、大阪名物の1つとなっている。

## 概要
1945年（昭和20年）創立の「蓬萊食堂」を母体として、1964年（昭和39年）から創業メンバー3人により別々の会社、
1. 株式会社蓬萊（551蓬󠄀萊 - ごーごーいちほうらい）
2. 株式会社蓬萊本館
3. 株式会社蓬萊別館

の3社に分かれている（いわゆるのれん分け）。現在、豚まんを製造販売しているのは551蓬萊と蓬萊本館の2社で、特に多数のテイクアウト店を直営している551蓬萊が一般には有名であり、単に「蓬萊」または「551」といえば551蓬萊を指す場合が多い。

## 沿革
台湾の嘉義出身の羅邦強（1915年生まれ）が日本統治下時代の1941年に岡山に渡って軍需工場や農産品販売店などで働き、敗戦後も日本に留まって闇米販売などで資金を貯め、同郷の郭文沢、蔡水池、頼来陣とともに大阪の難波新地4番丁に蓬萊食堂を開いた。店名には、成功を夢見て故郷を出てきた彼らにとって日本は夢の国であったことから桃源郷を意味する「蓬萊」を採用した。カレーライスやうどんを出していたが、神戸で天津包子（中国天津名物の肉まん）が売れていると聞き、大阪でも豚まんの販売を始めて芸人や力士を宣伝に使い、実演販売も取り入れるなどして難波の商店街にいくつも店舗を広げた。
1962年に火災被害に遭ったことをきっかけとして、難波の3店舗をそれぞれ分離することに決め、1963年に羅邦強が「蓬萊角店（のちの551蓬萊）」、蔡水池が「蓬萊中店（のちの蓬萊本館）」、頼来陣が「蓬萊別館」として独立した。551蓬萊は羅邦強の子・羅辰雄が2代目、その息子・羅賢一が3代目を継いでいる。蔡水池の子・東進明が蓬萊本館の現社長を務めている。蓬萊別館はすでに店は無くなりビル事業に転換している。

## 蓬萊（551蓬萊）
551蓬萊は中華レストラン5店舗の他に、関西圏に50店舗以上のテイクアウト、イートインやお持ち帰りの販売店舗がある。
551蓬萊では冷凍の豚まんは扱っておらず（「蓬萊」ブランドで販売されている冷凍品は、下記「蓬萊本館」の製品である）、各店で手包みによる作りたてのものを販売している。駅（新大阪駅、大阪駅）や空港（大阪国際空港、関西国際空港）にある店舗などでは、数時間の持ち運びが可能なチルド品も販売している。
関西圏外にも愛好家が多く、関西を訪れるたびに土産として買い込む光景もよく見られる。期間限定ながら各地の百貨店などの催事会場で購入することが可能となった。また、オンラインショップも開設されている。企業戦略として百貨店などテナントへ入居している場合、出入口近辺や地階店舗なら階段近辺に出店していることが多い。
なお、551蓬萊の「551」の由来は創業当時、店の電話番号が「551」だったことに合わせて「味もサービスも、ここがいちばんを目指そう!」という会社の目標から。また、当時の社長が吸っていたタバコの銘柄が「ステートエクスプレス555」だったこともヒントになっている。
株式会社蓬萊の社歌が「浪花のモーツァルト キダ・タローのすべて」に収録されている。
蓬萊の名は関東地方でも古くから有名であったため、ミュージシャンの細野晴臣によれば「東の崎陽軒、西の蓬萊」と対比して謳われることも多いという。

### 広報
TVCM
551蓬萊の常務と吉本興業のなるみがコンビで出演してさまざまなシチュエーションを演じ、「551の蓬萊が、ある時〜!!（笑い声）、ない時〜…（静まり返る周囲）」のナレーションが入るスタイルを長年続けている。
なるみは、トゥナイトのコンビ時代から引き続き出演している。また、1993年（平成5年）頃まではかつて同じ吉本興業に所属していたピンクダック（ミチ・レイコ、トゥナイトの先輩に当たる）が出演していた。2011年からは、子役を起用した新CMが放映されている。このように長年放送されていることから、かに道楽などと共に関西での名物TVCMとなっている。夏季は「551のアイスキャンデー」を題材に、同様のTVCMを放送している。
2001年（平成13年）には大阪近鉄バファローズ（現：オリックス・バファローズ）とのコラボにより、近鉄の選手と共演したCMが放映され、なるみと551常務も近鉄のユニフォーム姿で登場した。
2010年（平成22年）10月には大阪府警察とのコラボレーションにより、551蓬萊の常務が出演したひったくり撲滅のための防犯教育DVDが制作された。
2013年版のTVCMは吉本新喜劇とのコラボにより、なるみと常務のほか、酒井藍、女と男、今別府直之などが出演していた。
2022年版のTVCMはなるみ、セルライトスパ、ドーナツ・ピーナツ、天才ピアニストなど出演していた。
車内広告
創業地に縁の深い南海電気鉄道やOsaka Metroをはじめ、関西の主要私鉄やJRの車内では551の車内広告（主に扉上広告枠）を見ることができる。1978年には、なんばCITY開設など南海難波駅の大改造に伴って、同駅に構内店舗を初めて構えた。2015年（平成27年）現在、難波駅には4店舗ある。1980年代まで、新聞広告やTVCMでは「なんば551蓬萊」と頭に「なんば」を付けていたが、1985年の天王寺駅と新大阪駅を皮切りに、阪急梅田駅、十三駅、三宮駅（現・神戸三宮駅）、京都駅など、京阪神の主要駅構内に店舗を展開したことで「なんば」を強調する必要がなくなり、現在は「551蓬萊」で統一している。
各種番組へのスポンサー
エフエム大阪（FM OH!）では、長年にわたって若宮テイ子出演番組のスポンサーだったが、『テイ子・正太のピカキン!』（2011年3月終了）を最後に撤退した。また、ヴォルフガング・アマデウス・モーツァルトの『交響曲第41番』のケッヘル番号がたまたま551であること からクラシック番組のスポンサーにも積極的であり、2009年（平成21年）現在は『コーホーのモーニングアプローズ』『おしゃべり音楽マガジン くらこれ!』を放送中である。
ゴーゴ君
大阪市天王寺動物園へシロクマ「ゴーゴ君」を寄贈した。なお、寄贈前までの蓬萊のTVCMによく登場していたマスコットキャラクターのシロクマの名は「いっちゃん」（一時期は名前が「ゴーゴ君」になっていた）であり、合わせて読むと「551」になる。2015年には、天王寺動物園にホッキョクグマの雌イッちゃんの寄贈が決定した。これら2頭の間には双子の子がおり（1頭は育児期間中に死亡と推定）「ホウちゃん」と命名されている。
世界記録
2015年10月、社員の男性がなんばカーニバルモールで1分間に615グラムのタマネギを早切りし、ギネス世界記録を達成した。

### カスハラ問題
551蓬萊に2015年3月から勤務していた当時26歳の男性が、客から執拗なクレームを受け続けるなどしてうつ病を発症し、その後2018年6月に自殺。男性の遺族は、長時間労働とカスタマーハラスメントが自殺の原因であるとして、大阪中央労働基準監督署に労働災害申請を行ったが、2021年3月に同労基署は申請を却下。遺族はこれに納得が行かず、大阪地方裁判所に同労基署を相手取って提訴し、2023年11月現在係争中である。

## 蓬萊本館
株式会社蓬萊本館は、難波にある中華レストランの経営のほか、豚まんなどの冷蔵・冷凍食品の、スーパーマーケットや生協、駅売店への卸売りや、通信販売が主力事業である。楽天、ヤフーショッピングなど、インターネットを通じた通信販売を積極的に行っている。
中華レストランでは豚まんの手作り体験があるほか、テイクアウトやお持ち帰り用の店頭販売も行っている。
販売ルートによって同じ商品でも数種類存在し、製法および味や食感、内容や形などに違いがあり、豚まんの場合は
- スーパーマーケット等で販売されているものが、冷凍品又はチルド品でビニールパッケージ（「フレッシュ豚まん」「デラックス豚饅」「冷凍豚まん」の商品名で販売）
- 駅売店等で販売されているものが、冷凍品で赤箱パッケージ
- 蓬萊本館で直接販売（通信販売も含む）されているものが、本館店頭での作りたて又はチルド品で白箱パッケージ

などに分類されている。具体的に例を挙げると、スーパーとお土産店と蓬萊本館のネット販売では同じ「豚まん」という商品名でも違うものを販売している、ということである。そのため、一概に「蓬萊本館の豚まん」ということだけでは、数種類あり同様のものでなく評することができない。
2015年から円広志が冷蔵豚まんのCMに出演している。